# جوزيف أمواه
جوزيف أمواه (بالإنجليزية: Joseph Amoah) (4 أبريل 1981 بأكرا في غانا - ) هو لاعب كرة قدم ليبيري في مركز الوسط يلعب في نادي الجزيرة الحمراء. شارك مع منتخب ليبيريا لكرة القدم. أما مع النوادي، فقد لعب مع أنقرة غوجو وبرسيبو بوجونيغورو وسبورتينغ غوا ونادي نانيا وGönyeli S.K. ‏ ونادي جوزتيبي وÇetinkaya Türk S.K. ‏ وLPRC Oilers ‏ ونادي صباح وPersikota Tangerang ‏ وPersmin Minahasa ‏ وPersiter Ternate ‏ وPanthrakikos F.C. ‏.

## روابط خارجية
- جوزيف أمواه على موقع اتحاد تركيا (لاعب) (الإنجليزية)
- جوزيف أمواه على موقع قاعدة بيانات كرة القدم.إي يو (الإنجليزية)
- جوزيف أمواه على موقع ناشيونال فوتبول تيمز (الإنجليزية)